# Country noir
Le Country noir, rural noir ou polar rural, est un sous-genre du roman noir particulièrement actif à partir des années 2010 en France et aux États-Unis. Contrairement au roman noir, traditionnellement littéraire et urbain, le Country noir est un sous-genre médiatique, littéraire mais aussi visuel, qui se situe dans des campagnes isolées, des territoires reculés ou des marges oubliées de la mondialisation. 

## Définition du Country Noir
En 1996, l’écrivain américain de romans noirs Daniel Woodrell sous-titre l’un de ses romans, Give Us a Kiss, « a Country Noir ». Dans la version française traduite chez Rivages/Noir par Michèle Valencia en 1998, le roman de Woodrell est intitulé Faites-nous la bise: un roman noir rural. Le glissement terminologique de l'adjectif anglais country vers le français rural démontre les différences géographiques et culturelles qui existent entre ces deux pays.
Le sous-titre disparaît cependant des éditions françaises et américaines postérieures du roman Woodrell. Dans des entretiens plus récents, Daniel Woodrell renie d'ailleurs l'appellation Country noir qu'il trouve réductrice pour qualifier son œuvre : 

« L'expression Country Noir ne mérite plus d'être utilisée. Le noir a été rebattu à mort ces derniers temps, il y en a tellement de types maintenant. Et puis, je ne veux pas être obligé de coller à ma propre définition. »

Cependant, à la suite de l'adaptation cinématographique en 2010 d'un autre roman de Daniel Woodrell, Winter's Bone, par la réalisatrice Debra Granik, l'étiquette Country noir devient une étiquette générique répandue dans la presse française et américaine au point de constituer un sous-genre littéraire et cinématographique à part entière.

## Une importante production de polars ruraux
Malgré les réticences de son inventeur, d’un côté comme de l’autre de l’Atlantique, les maisons d’édition, les critiques littéraires, les amateurs, les fans, ainsi que certains auteurs eux-mêmes vont s’emparer de cette étiquette de Country noir pour qualifier toute une production de romans, de films et de séries télévisées noirs contemporains situés dans des campagnes oubliées. On trouve dans ce vaste ensemble des œuvres comme les nouvelles de Frank Bill (Crimes in Southern Indiana, 2011), les romans de Chris Offutt (Country Dark, 2018), Benjamin Whitmer (Cry Father, 2016), Andrea Portes (en) (Hick, 2013) ou Larry Brown (Joe, 2003) mais aussi des films des frères Coen (No Country for Old Men, 2007) et de Jeff Nichols (Mud, 2012) ou encore des séries télévisées comme Breaking Bad (2008-2013), True Detective (2014-) ou Ozark (2017-). Cependant, l'appellation Country noir est concurrencée par d'autres étiquettes génériques comme le rural noir (le Noir rural), la grit lit (littérature du Sud), la redneck lit (littérature de redneck) et les redneck movies, etc.
En France, ces textes américains sont traduits et lisibles grâce aux Éditions Gallmeister spécialisées dans la littérature américaine. De nombreux polars  français ruraux proches du Nature Writing associés au Country noir ont été édités par Cyril Herry dans la collection Territori de La Manufacture de livres : on compte des auteurs comme Franck Bouysse, Séverine Chevalier, Patrick K. Dewdney et Antonin Varenne notamment. L'ambition que s'est fixée cette collection est d'associer « littérature des grands espaces et romans noirs, au sens social et psychologique, et réunir des auteurs français contemporains qui, au cœur d’une crise économique, écologique, confrontent leurs personnages à des milieux naturels » .
En 2016, la production de romans français et francophones de Country noir dans d'autres collections bien connues fût particulièrement foisonnante : on note Si tous les dieux nous abandonnent de Patrick Delperdange, Rural Noir de Benoît Minville et D'Ombres et de flammes de Pierric Guittaut dans la Série Noire de Gallimard ainsi qu'Aux Animaux la guerre, de Nicolas Mathieu dans la collection Babel Noir d'Actes Sud. Quant à l'adaptation cinématographique du roman de Colin Niel, Seules les bêtes (Rouergue Noir), par Dominik Moll (sous le même titre, Seules les bêtes, en 2019), elle est parfois qualifiée de Country noir par la critique.
Preuve de la popularisation du Country noir en France, de nombreuses bibliothèques municipales orientent leurs lecteurs vers ce genre nouveau, et des festivals se créent autour du polar rural. L'exposition L'Europe du polar de la Bibliothèque des Littératures Policières (BiLiPo) consacre quant à elle un panneau spécifique au Country noir.

## Descriptions d'une ruralité en déclin
Le Country noir américain est esthétiquement proche du Southern Gothic et idéologiquement proche du Nature Writing. Le Country noir se construit aussi en miroir avec le Nature Writing dont il reprend la vision très libertaire du héros solitaire face à la nature sauvage mais dont il détourne une certaine vision bucolique au profit d’une vision plus politique et parfois catastrophiste de l’environnement. Du Southern Gothic, le Country noir reprend les motifs gothiques et fantastiques inscrits dans le paysage ainsi que le traitement de la monstruosité et du stigmate du "Blanc pauvre" du Sud (poor white trash), qu’il inverse. Ron Rash, de One Foot in Eden (2002) à The Cove (2012), dépeint la condition des métayers blancs ruraux des années 1940 et 1950 en ne cessant de déconstruire les stigmates qui pèsent sur eux. Ces romans de Country noir interrogent aussi la figure du "petit Blanc pauvre" dans les relations et les tensions qui existent avec la communauté noire-américaine. James Lee Burke, dans In the Electric Mist with Confederate Dead (1993) fait ressurgir la mémoire et la culpabilité de l’esclavage. 

Au-delà de ces deux traditions issues de la littérature américaine, le Country noir est surtout l’héritier du courant moins connu qu'est le backwoods noir. Pour le spécialiste de littérature américaine Benoît Tadié, le backwoods noir est constitué d’un corpus de romans campagnards sudistes publiés dans les années 1950 dans des collections populaires en paperback comme Gold Medals ou Signet. Le backwoods noir constitue le sous-texte et l’inspiration principale du Country noir américain contemporain, avec lequel il partage les représentations de la fracture villes/campagnes, comme l’explique Benoît Tadié : 

« Je voudrais suggérer l’ampleur de cette production et m’interroger sur le paradoxe en vertu duquel une industrie, le paperback, qui représente la quintessence d’une culture de masse produite par, et pour, une société́ d’après-guerre essentiellement urbaine, se focalise brusquement sur ce qui semble constituer sa parfaite antithèse : des histoires de criminels solitaires situées dans des lieux perdus et archaïques du Sud ou de l’Ouest, ou du Sud-Ouest, loin des grandes villes et de leurs périphéries, loin de cet univers de « cols blancs » qui s’affirmait, à la même époque, comme le paradigme dominant de la société́ américaine moderne – c’est-à-dire une société́ non seulement urbaine ou suburbaine mais aussi une société surveillée, rationalisée et conformiste. [...] Il forme d’ailleurs avec eux un contraste fascinant, car les personnages dociles qu’il décrit contrastent aussi parfaitement avec les criminels indomesticables des bayous que le col blanc s’oppose à la noirceur du country noir. »

Le Country noir est une co-construction franco-américaine même si la réalité rurale, paysanne et campagnarde est très différente d’un pays à l’autre. En France, la dimension raciale est moins marquée qu’aux États-Unis, au profit d’évocations d’une ruralité en déclin, oubliée par les décideurs politiques. La spécialiste du roman noir français, Natacha Levet, écrit à propos du polar rural :

« Le roman noir va au-delà d’une représentation réaliste, mimétique, des réalités démographiques, économiques et sociales : la marge n’est plus seulement un territoire à part, elle est une forme d’emprisonnement symbolique pour les personnages. »

Levet étudie cet aspect particulier de la ruralité français à partir d’un corpus qui compte Laurence Biberfeld, Franck Bouysse, Séverine Chevalier, Patrick Delperdange, Pascal Dessaint, Patrick K. Dewdney, Pierric Guittaut, Cyril Herry, Nicolas Mathieu et Antonin Varenne mais d'autres auteurs francophones comme la québécoise Andrée A. Michaud peuvent se rattacher à ce sous-genre du polar rural.